# زهره اعتضادالسلطنه
زهره اعتضادالسلطنه (۱۳۴۱ تهران) زن معلول ایرانی، عضو انجمن بین‌المللی نقاشان آلمان، هنرمند ایرانی است؛ وی بدون دست نقاشی، خوشنویسی، قالی بافی، آشپزی و پینگ پنگ بازی می‌کند.

## ورزش
وی در سال ۱۳۹۳ مقام قهرمانی تنیس روی میز بانوان معلول کشور را به دست آورد.
اعتضادالسلطنه به صورت مادرزادی دچار معلولیت از ناحیه دو دست است. وی با کمک پاهایش نقاشی، خوشنویسی، قالیبافی و گل‌سازی می‌کند.

## فعالیت‌ها
اعتضادالسلطنه عضو انجمن بین‌المللی نقاشان آلمان است و تاکنون بیش از ۶۰ نمایشگاه داخلی و ۱۰ نمایشگاه خارجی در کشورهای سوریه، لبنان، قطر، دبی، چین، تایلند، عربستان و کویت برگزار کرده است. وی برنده جایزه فیلم رشد در سال ۱۳۸۷ است.
وی با بسیاری از چهره‌های مشهور سیاسی جهان از جمله رئیس‌جمهور وقت چین، بی‌نظیر بوتو و… نیز دیدار داشته است.
اعتضادالسلطنه پس از گرفتن دیپلم به کار تدریس و آموزش بچه‌های معلول روی آورد و به مدت ۱۴ سال در کسوت دبیر به آموزش و پرورش بچه‌های معلول مشغول بوده است.
خانم زهره اعتضادالسلطنه در دومین جشنواره ملی هنری همام و همچنین در سومین جشنواره بین‌المللی همام شرکت کرده و موفق به کسب مقام شدند. همچنین، ایشان در اولین گالری هنری همام حضور داشتند و در مراسم افتتاحیه این گالری، نقش ویژه‌ای ایفا کرده و با بریدن روبان، این رویداد مهم هنری را آغاز کردند.